# دوغما 95
دوغما 95 (بالإنجليزية: Dogme 95)‏ أو كما تعرف ب حركة الدوغما، تأسست الحركة على يد كل من المخرجين الدنماركيين لارس فون ترايير وتوماس فنتربيرغ، وقد بدأت وقائعها بالتوقيع على عريضة دوغما 95، وانضم بعد ذلك لكل من (فون ترير) و (فونتربرج) مجموعة أخرى من المخرجين منهم (كريستيان لافرينغ) و (سورن كوراه جاكوبسن). كانت الفكرة التي قامت عليها جماعة الدوغماتية هي أنه يمكن صناعة الأفلام بدون الاعتماد على السلطات أو الميزانيات الضخمة، حيث يتم الاعتماد بدلاً من ذلك على المنح الحكومية الأوروبية ومحطات التلفاز، وكان الهدف هو تنقية صناعة السينما عن طريق نبذ المؤثرات البصرية الخاصة المكلفة، وعمليات التحسين التي تأتي عادة في مرحلة ما بعد الإنتاج (Postproduction)، بحيث يجبر التأكيد على النقاء صنّاع الأفلام على التركيز أكثر على القصة الفعلية وآداءات الممثلين، بما يساعد الجمهور – من وجهة نظرهم – على الاندماج أكثر مع عملية السرد والمواضيع المطروحة والحالة العامة للفيلم.